# Olivier Morel de La Durantaye
Pour les articles homonymes, voir Olivier Morel (homonymie) et Morel.
Olivier Morel, sieur de La Durantaye (17 février 1640 - 28 septembre 1716), est un militaire et homme politique de la Nouvelle-France.

## Biographie

### Jeunesse et première année en Nouvelle-France
Olivier Morel, sieur de La Durantaye, est né le 17 février 1640 au manoir de la Chaussée à Le Gâvre, baptisé le 23 mai 1641 à Le Gâvre (Notre-Dame) (Loire-Atlantique, 44062), en Bretagne,  décédé le 28 septembre 1716 et inhumé le 30 septembre 1716 à Saint-Vallier, province de Québec, Canada.  
Parents : Thomas Morel (Pierre & Jeanne Symon), écuyer, sieur de La Durantaye & Alliette du Houssay (Louis & Renée Le Royer), mariés au Gâvre (Notre-Dame), le 30 janvier 1631. La famille Morel est issue de la noblesse chevaleresque du duché de Bretagne. Il arrive en Nouvelle-France en tant que capitaine du régiment de Carignan-Salières en 1665. Il marie à Québec (Notre-Dame), le 14 septembre 1670 avec Françoise Duquet (Denis & Catherine Gauthier), et le couple aura 9 enfants dont deux leur survivront. La Durantaye obtient la nouvelle concession de la seigneurie de La Durantaye le 29 octobre 1672, puis celle de Kamouraska le 15 juillet 1674.

### Carrière militaire dans le Pays d'en Haut

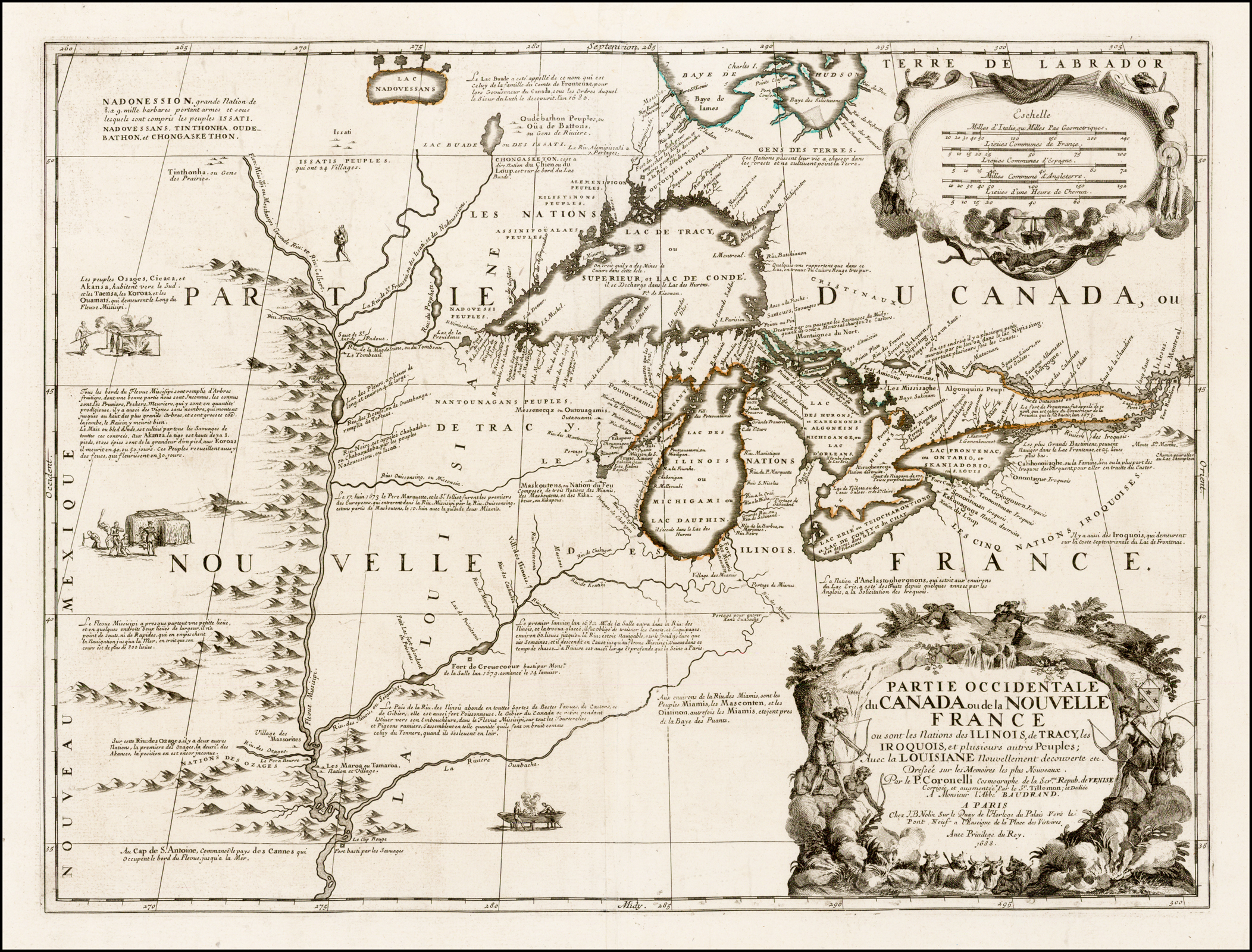
Carte des Pays d'en haut en Nouvelle-France par Vincenzo Coronelli en 1688.

Commerçant de fourrures, il est nommé commandant en 1683 du Fort Buade, un important poste militaire et commercial situé dans le Pays d'en Haut érigé en partie pour protéger la mission Saint-Ignace située tout près. Il occupe le poste de commandement de ce fort jusqu'en 1690.
En 1684, le gouverneur Joseph-Antoine Le Febvre de La Barre organise une expédition militaire contre les Iroquois et nomme de La Durantaye à la tête des opérations. Greysolon Dulhut et Nicolas Perrot réussissent avec difficulté à réunir une petite armée de 500 hommes à laquelle participent également des Amérindiens de Saint-Ignace, convaincus par le père Jean Enjalran de participer à l'expédition qui se met en marche en juillet 1684,. Cependant aucun affrontement n'a lieu, un messager l'informant pendant qu'il est route qu'un traité de paix a été signé.
Il se joint à une nouvelle expédition contre les Iroquois en juillet 1687, cette fois à la tête d'une armée de plus de 600 hommes, et participe à la destruction de plusieurs villages de la tribu des Tsonnontouans.
La seigneurie de La Durantaye est augmentée en 1693 puis en 1696. En 1701 il en donne la moitié à son fils Louis-Joseph.
Olivier Morel de La Durantaye est nommé conseiller au Conseil supérieur le 16 juin 1703.